# 西山乡 (哈密市)
西山乡，是中华人民共和国新疆维吾尔自治区哈密市伊州区下辖的一个乡镇级行政单位。

## 行政区划
西山乡下辖以下地区：
乌茹里克村、塔拉提村、卡拉卡依提村和库儿鲁克村。